# Henrik Fogh Rasmussen
Henrik Fogh Rasmussen (født 1979) er en danskfødt, amerikansk samfundsdebatør, søn af tidligere statsminister Anders Fogh Rasmussen og Anne-Mette Rasmussen.
Han er kandidat i statskundskab fra University of Pennsylvania og bachelor i strategiske og internationale studier fra Hampden-Sydney College i Virginia. Han blev i 2004 gift med amerikanske Kristina Marie Rasmussen (født Smith) og er bosat i Springfield, Illinois, USA. Han arbejder som kommunikationsrådgiver.
I 2010 valgte han at få amerikansk statsborgerskab, da Danmark ikke på daværende tidspunkt tillod dobbelt statsborgerskab.
Han har skrevet bogen Amerikanske Tilstande, udgivet i 2007 af CEPOS, hvor han behandler, hvad han ser som en række danske fordomme om USA. Bogen har fået kritik fra to andre kommentatorer, der kaldte den manipulerende og utroværdig.
Kritikken blev efterfølgende imødegået af CEPOS.
De gjorde blandt andet opmærksom på at Rasmussen havde stolet på et tal om hjemløse fra Dansk Socialrådgiverforening.